# Косачів (табір для військовополонених та інтернованих осіб)
Косачів (пол. Kosaczów) — найбільший табір ЗУНР (з 22 січня 1919 року — у складі УНР) для інтернованих осіб та військовополонених, розташований у передмісті Косачів м. Коломиї (нині частина міста), що функціонував із 6 грудня 1918 р. до 24 травня 1919 р.
Коломия була обрана для розташування табору інтернованих осіб, бо розташовувалася далеко від лінії фронту польсько-української війни 1918—1919 років. У таборі було найбільше поляків, також представники різних національностей: німці, угорці, румуни, чехи, українці та ін. Перші інтерновані поляки прибули з Перемишля та околиць, Самбора, Дрогобича, Борислава, Львова та його околиць: Прусів, Сокільників, Сем'янівки, Давидова та ін., Калуша, Станиславова, Бібрки, Городенки, Ходорова, Тисмениці та Бучача.
Військовополонені та затримані поляки за походженням були з усіх польських земель. Спочатку вони були розміщені в камері для арештантів у приміщенні магістрату (міській ратуші), а частина — у в'язниці на вул. Романовського. Коли ж в'язниця була переповнена, їх перевели до школи імені барона Гірша на вул. Коперника. Хворих розмістили у лікарні на тій самій вул. На відміну від затриманих військових та інтелігенції, селян та робітників до офіційного утворення табору селили в навколишніх польських селах — Св. Юзефі та Святому Станіславі.
Комендант табору інтернованих осіб та військовополонених у Коломиї поручник Й. Чайківський (до війни гімназійний професор) 6 грудня 1918 р. видав наказ усіх інтернованих перевести до бараків на Косачеві — болотистому передмісті Коломиї. Там ще до І світової війни були побудовані бараки, в яких утримували худобу для австро-угорської армії. Інтернованих розмістили в семи дерев'яних бараках. Протягом періоду існування табору в Косачеві з 6 грудня 1918 р. по 24 травня 1919 р. крізь нього пройшло бл. 4 000 — 5 000 осіб, померло від 800 до 1 300 осіб, задокументовано смерть 467 осіб. Точної облікової інформації про кількість осіб, що перебували у таборі за весь період, не збереглось.
Єдиним є запис, що у Коломиї на початок лютого 1919 р. перебувало 3 484 інтернованих осіб та військовополонених.
У таборі були важкі умови для утримання інтернованих осіб та військовополонених, вони проживали в непридатних до життя в осінньо-зимовий період бараках, які слабо опалювалися, харчування не завжди відповідало потребам, масово поширювалися інфекційні захворювання (черевний і плямистий тиф, червінка та запалення легень).
Опікувався потребами табору «Комітет опіки польських жінок над військовополоненими та інтернованими особами» під керівництвом Леокадії Мізєвічевої (Leokadia Miziewiczowa). У лютому 1919 р. Комітет отримав дозвіл відкрити в таборі лікарню на 60 ліжко-місць, у якій працювали дві медсестри та два лікарі. Для огляду стану табору інтернованих та військовополонених у Косачеві 20 березня 1919 р. до Коломиї прибула швейцарська місія Червоного хреста на чолі з доктором Фуке.
Ставлення до ув'язнених зі сторони адміністрації було різним: поряд із толерантним траплялося і конфліктне. Після відступу 24 травня 1919 р. українських військ із Коломиї комендант табору Гдуля передав Комітету 40 000 гривень від уряду ЗУНР на виплату утримання інтернованим, однак у нього забракло 80 000 гривень для виплати усім інтернованим, тоді Комітет, щоб не робити різниці між людьми, передав ці гроші польському уряду. Із Коломиї виїхали чотири транспорти з колишніми інтернованими та військовополоненими з Косачева: 31 травня 1919 р. поїхало 606 осіб; 5 червня — 579, 12 червня — 60; санітарним потягом виїхало 83 осіб. У Коломиї залишились тоді лише важкохворі в інфекційній лікарні.
Померлих військовополонених і інтернованих осіб ховали на католицькому цвинтарі Коломиї, неподалік військової ділянки Першої світової війни. На цвинтарі для них 10 вересня 1922 р. був встановлений спільний залізобетонний меморіал «Жертвам Косачева» («Ofiaram Kosaczowa»), який складався зі стіни, перед якою поставили пам'ятник у вигляді великого хреста (висотою близько 8 м.) на триступеневому фундаменті з ланцюгом і кайданами на ньому. На стіні були встановлені таблиці з білого мармуру, на яких викарбовано імена загиблих. Зведений меморіал був за кошти жертводавців, а виготовив його місцевий живописець і кераміст Станіслав Дачинський.
Після 1946 р. на меморіалі були знищені мармурові таблиці з прізвищами померлих, а в 1990-х рр. зірваний ланцюг із хреста. Відновлений меморіал, окрім таблиць, був у 1995 р. під керівництвом завідувача кафедри консервації каменю Варшавської академії мистецтв Януша Смази (Janusz Smaza), за кошти «Ради охорони пам'яті боротьби та мучеництва».
За повідомленням у часописі «Український Вістник» у лютому 1921 року під час судового процесу оборонець доктор Андрій Чайковський стверджував, що самі інтерновані називали табір «дантейським пеклом».